# Хайбулаев, Гусейн Асадулаевич
Гусе́йн Асадула́евич Хайбула́ев (род. 24 апреля 1961, Бежта, Дагестанская АССР) — советский и российский самбист и дзюдоист, многократный чемпион СССР, России, Европы и мира по самбо, обладатель Кубков СССР, Европы и мира по самбо, заслуженный мастер спорта СССР.

## Биография
Окончил Краснодарский институт физкультуры. Тренер, директор Краснодарской городской школы высшего спортивного мастерства по борьбе. В Краснодаре и Махачкале с 2002 года проводятся всероссийские турнир по самбо на призы Гусейна Хайбулаева.

## Спортивные результаты
- Кубок СССР по самбо 1986 года — ;
- Кубок СССР по самбо 1987 года — ;
- Кубок СССР по самбо 1989 года — ;
- Чемпионат СССР по самбо 1987 года — ;
- Чемпионат СССР по самбо 1988 года — ;
- Чемпионат СССР по самбо 1989 года — ;
- Чемпионат СССР по самбо 1990 года — ;
- Чемпионат СССР по самбо 1991 года — ;
- Самбо на летней Спартакиаде народов СССР 1991 года — ;
- Чемпионат России по самбо 1992 года — ;
- Чемпионат России по самбо 1993 года — ;
- Чемпионат России по самбо 1995 года — ;
- Чемпионат России по самбо 1996 года — ;
- Чемпионат России по самбо 1997 года — ;
- Чемпионат России по самбо 1999 года — ;